# Blade Runner, un film
Blade runner, un film (Blade Runner (a movie)), edito anche come Blade Runner. Progetto di un film, è un racconto lungo fantascientifico di William Burroughs, pubblicato in prima edizione nel 1979 presso la Blue Wind Press di Berkeley. Fu pubblicato in italiano per la prima volta nel 1985.
Esso è la riscrittura in forma di soggetto cinematografico di un romanzo di Alan E. Nourse, dal titolo omonimo, pubblicato in Italia col titolo Medicorriere.
Ridley Scott chiese il permesso a Burroughs per usare il titolo del racconto per il suo celebre, omonimo film, in realtà tratto dal romanzo Il cacciatore di androidi (Do Androids Dream of Electric Sheep?) di Philip K. Dick.